# Anomalinulla
Anomalinulla es un género de foraminífero bentónico de la subfamilia Gavelinellinae, de la familia Gavelinellidae, de la superfamilia Chilostomelloidea, del suborden Rotaliina y del orden Rotaliida. Su especie tipo es Anomalinulla marina. Su rango cronoestratigráfico abarca el Holoceno.

## Clasificación
Anomalinulla incluye a las siguientes especies:
- Anomalinulla glabrata
- Anomalinulla marina